# Герізау
Герізау (нім. Herisau) — місто  в Швейцарії, столиця кантону Аппенцелль-Ауссерроден і округу Гінтерланд.

## Географія
Місто розташоване на відстані близько 150 км на схід від Берна.
Герізау має площу 25,2 км², з яких на 17,2% дозволяється будівництво (житлове та будівництво доріг), 54,2% використовуються в сільськогосподарських цілях, 27,8% зайнято лісами, 0,8% не є продуктивними (річки, льодовики або гори).

## Демографія
2019 року в місті мешкало 15 763 особи (+3,5% порівняно з 2010 роком), іноземців було 22,5%. Густота населення становила 626 осіб/км².
За віковим діапазоном населення розподілялося таким чином: 19,1% — особи молодші 20 років, 61,6% — особи у віці 20—64 років, 19,3% — особи у віці 65 років та старші. Було 7196 помешкань (у середньому 2,1 особи в помешканні).
Із загальної кількості 10 023 працюючих 228 було зайнятих в первинному секторі, 2985 — в обробній промисловості, 6810 — в галузі послуг.